# Sérvia na Copa do Mundo FIFA de 2010
A Seleção Sérvia de Futebol participou pela primeira vez da Copa do Mundo FIFA como um país independente. A equipe herda as boas campanhas da antiga Seleção Iugoslava de Futebol nas  copas de 1930 e 1962 onde chegou às semifinais. Foi sorteada no grupo 2 das eliminatórias europeias para a Copa do Mundo FIFA de 2010, onde classificou-se em primeiro lugar, com 7 vitórias, 1 empate e 2 derrotas, com 70% de aproveitamento.
Na Copa, foi sorteada no grupo D, onde viria a enfrentar a Alemanha, Gana e a Austrália. Teve uma retrospectiva ruim, perdendo dois dos três jogos e vencendo uma única partida, incrivelmente, sobre a seleção alemã, 3ª colocada na competição. Estreou com derrota para a Gana de 1 x 0, venceu da Alemanha por 1 x 0, e foi derrotada pela Austrália por 2 x 1. Ficou em último lugar no grupo, com 3 pontos e apenas 2 gols marcados.

## Eliminatórias
A Sérvia ficou no grupo 7 das eliminatórias europeias para a Copa, onde disputou vaga com a França, Áustria, Lituânia, Romênia e Ilhas Faroé. Ficou na primeira colocação no grupo, vencendo 7 das 10 partidas, empatando 1 e perdendo apenas 2.

### Tabela de Classificação
| Equipe      | Pts. | J  | V | E | D | GP | GC | SG  |
| ----------- | ---- | -- | - | - | - | -- | -- | --- |
| Sérvia      | 22   | 10 | 7 | 1 | 2 | 22 | 8  | +14 |
| França      | 21   | 10 | 6 | 3 | 1 | 18 | 9  | +9  |
| Áustria     | 14   | 10 | 4 | 2 | 4 | 14 | 15 | -1  |
| Lituânia    | 12   | 10 | 4 | 0 | 6 | 10 | 11 | -1  |
| Romênia     | 12   | 10 | 3 | 3 | 4 | 12 | 18 | -6  |
| Ilhas Faroé | 4    | 10 | 1 | 1 | 8 | 5  | 20 | -15 |

| L\V         | França | Romênia | Sérvia | Lituânia | Áustria | Ilhas Feroe |
| França      |        | 1:1     | 2:1    | 1:0      | 3:1     | 5:0         |
| Romênia     | 2:2    |         | 2:3    | 0:3      | 1:1     | 3:1         |
| Sérvia      | 1:1    | 5:0     |        | 3:0      | 1:0     | 2:0         |
| Lituânia    | 0:1    | 0:1     | 2:1    |          | 2:0     | 1:0         |
| Áustria     | 3:1    | 2:1     | 1:3    | 2:1      |         | 3:1         |
| Ilhas Feroe | 0:1    | 0:1     | 0:2    | 2:1      | 1:1     |             |

## Escalação
| Número / Nome  | Número / Nome      | Clube                      | Jogos (gols)¹ | Data Nasc.                        | J        | Gols     | Penalizado com cartão amarelo | Expulso  |
| Goleiros       | Goleiros           | Goleiros                   | Goleiros      | Goleiros                          | Goleiros | Goleiros | Goleiros                      | Goleiros |
| -------------- | ------------------ | -------------------------- | ------------- | --------------------------------- | -------- | -------- | ----------------------------- | -------- |
| 1              | Vladimir Stojković | Sporting CP                | 36 (0)        | 29 de julho de 1983 (41 anos)     | 3        | 0        | 0                             | 0        |
| 12             | Bojan Isailović    | Zagłębie Lubin SSA         | 4 (0)         | 25 de março de 1980 (44 anos)     | 0        | 0        | 0                             | 0        |
| 23             | Anđelko Đuričić    | União de Leiria            | 1 (0)         | 21 de novembro de 1980 (44 anos)  | 0        | 0        | 0                             | 0        |
| Defensores     |                    |                            |               |                                   |          |          |                               |          |
| 2              | Antonio Rukavina   | TSV 1860 München           | 20 (0)        | 26 de janeiro de 1984 (41 anos)   | 0        | 0        | 0                             | 0        |
| 3              | Aleksandar Kolarov | Manchester City FC         | 15 (0)        | 10 de novembro de 1985 (39 anos)  | 2        | 0        | 1                             | 0        |
| 5              | Nemanja Vidić      | Manchester United FC       | 48 (2)        | 21 de outubro de 1981 (43 anos)   | 3        | 0        | 1                             | 0        |
| 6              | Branislav Ivanović | Chelsea FC                 | 34 (4)        | 22 de fevereiro de 1984 (41 anos) | 3        | 0        | 1                             | 0        |
| 13             | Aleksandar Luković | Udinese C                  | 23 (0)        | 23 de outubro de 1982 (42 anos)   | 3        | 0        | 3                             | 1        |
| 16             | Ivan Obradović     | Real Zaragoza              | 13 (1)        | 22 de julho de 1988 (36 anos)     | 1        | 0        | 0                             | 0        |
| 20             | Neven Subotić      | BV Borussia Dortmund       | 15 (1)        | 10 de dezembro de 1988 (36 anos)  | 2        | 0        | 1                             | 0        |
| Meio-campistas |                    |                            |               |                                   |          |          |                               |          |
| 4              | Gojko Kačar        | Hamburgo SV                | 18 (0)        | 26 de janeiro de 1987 (38 anos)   | 1        | 0        | 0                             | 0        |
| 7              | Zoran Tošić        | PFC CSKA Moscovo           | 22 (4)        | 28 de abril de 1987 (37 anos)     | 1        | 0        | 0                             | 0        |
| 10             | Dejan Stanković    | FC Internazionale de Milão | 91 (14)       | 11 de setembro de 1978 (46 anos)  | 3        | 0        | 0                             | 0        |
| 11             | Nenad Milijaš      | Wolverhampton Wanderers FC | 18 (4)        | 30 de abril de 1983 (41 anos)     | 1        | 0        | 0                             | 0        |
| 14             | Milan Jovanović    | Liverpool FC               | 29 (10)       | 18 de abril de 1981 (43 anos)     | 3        | 1        | 0                             | 0        |
| 17             | Miloš Krasić       | PFC CSKA Moscovo           | 34 (3)        | 1 de novembro de 1984 (40 anos)   | 3        | 0        | 0                             | 0        |
| 18             | Miloš Ninković     | FC Dínamo de Kiev          | 11 (0)        | 25 de dezembro de 1984 (40 anos)  | 2        | 0        | 1                             | 0        |
| 19             | Radosav Petrović   | FK Partizan                | 10 (0)        | 8 de março de 1989 (36 anos)      | 1        | 0        | 0                             | 0        |
| 22             | Zdravko Kuzmanović | VfB Stuttgart              | 30 (4)        | 22 de setembro de 1987 (37 anos)  | 3        | 0        | 1                             | 0        |
| Atacantes      |                    |                            |               |                                   |          |          |                               |          |
| 8              | Danko Lazović      | FC Zenit São Petersburgo   | 40 (10)       | 17 de maio de 1983 (41 anos)      | 3        | 0        | 0                             | 0        |
| 9              | Marko Pantelić     | AFC Ajax                   | 34 (7)        | 15 de setembro de 1978 (46 anos)  | 2        | 1        | 0                             | 0        |
| 15             | Nikola Žigić       | Birmingham City FC         | 48 (16)       | 25 de setembro de 1980 (44 anos)  | 3        | 0        | 1                             | 0        |
| 21             | Dragan Mrđa        | FK Vojvodina               | 6 (2)         | 23 de janeiro de 1984 (41 anos)   | 0        | 0        | 0                             | 0        |
| Treinador      |                    |                            |               |                                   |          |          |                               |          |
|                | Radomir Antić      |                            |               | 22 de novembro de 1948 (76 anos)  |          |          |                               |          |

Nota:
- ¹ O número de jogos e gols se referem aos jogos pela seleção até 24 de junho de 2010.

## Primeira fase
| Pos | Equipe    | Pts | J | V | E | D | GP | GC | SG | Classificado      |
| --- | --------- | --- | - | - | - | - | -- | -- | -- | ----------------- |
| 1   | Alemanha  | 6   | 3 | 2 | 0 | 1 | 5  | 1  | +4 | Fase eliminatória |
| 2   | Gana      | 4   | 3 | 1 | 1 | 1 | 2  | 2  | 0  | Fase eliminatória |
| 3   | Austrália | 4   | 3 | 1 | 1 | 1 | 3  | 6  | −3 | Eliminado         |
| 4   | Sérvia    | 3   | 3 | 1 | 0 | 2 | 2  | 3  | −1 | Eliminado         |

### Sérvia – Gana
| 13 de junho | Sérvia | 0 – 1     | Gana           | Loftus Versfeld Stadium, Pretória            |
| 16:00       |        | Relatório | Gyan 85' (pen) | Público: 38 833 Árbitro: ARG Héctor Baldassi |

| Sérvia | Gana |

| G              | 1  | Vladimir Stojković |          |     |
| LD             | 6  | Branislav Ivanović |          |     |
| Z              | 5  | Nemanja Vidić      |          |     |
| Z              | 13 | A. Luković         | 54', 74' |     |
| LE             | 3  | Aleksandar Kolarov |          |     |
| V              | 10 | Dejan Stanković    |          |     |
| M              | 11 | Nenad Milijaš      |          | 62' |
| M              | 17 | Miloš Krasić       |          |     |
| M              | 14 | Milan Jovanović    |          | 76' |
| A              | 9  | Marko Pantelić     |          |     |
| A              | 15 | Nikola Žigić       | 19'      | 69' |
| Substituições: |    |                    |          |     |
| Z              | 20 | Neven Subotić      |          | 76' |
| V              | 22 | Z. Kuzmanović      | 83'      | 62' |
| A              | 8  | Danko Lazović      |          | 69' |
| Treinador:     |    |                    |          |     |
| Radomir Antić  |    |                    |          |     |

| G               | 22 | Richard Kingson      |     |       |
| LD              | 4  | John Paintsil        |     |       |
| Z               | 5  | John Mensah          |     |       |
| Z               | 15 | Isaac Vorsah         | 26' |       |
| LE              | 2  | Hans Sarpei          |     |       |
| V               | 6  | Anthony Annan        |     |       |
| V               | 21 | Kwadwo Asamoah       |     | 73'   |
| M               | 12 | Prince Tagoe         | 89' |       |
| M               | 23 | Kevin-Prince Boateng |     | 90+1' |
| A               | 13 | André Ayew           |     |       |
| A               | 3  | Asamoah Gyan         |     | 90+3' |
| Substituições:  |    |                      |     |       |
| LE              | 19 | Lee Addy             |     | 90+1' |
| M               | 10 | Stephen Appiah       |     | 73'   |
| M               | 20 | Quincy Owusu-Abeyie  |     | 90+3' |
| Treinador:      |    |                      |     |       |
| Milovan Rajevac |    |                      |     |       |

Homem da partida
- Asamoah Gyan

### Alemanha – Sérvia
| 18 de junho | Alemanha | 0 – 1     | Sérvia        | Nelson Mandela Bay Stadium, Porto Elizabeth  |
| 13:30       |          | Relatório | Jovanović 38' | Público: 38 294 Árbitro: ESP Alberto Undiano |

| Alemanha | Sérvia |

| G              | 1  | Manuel Neuer           |          |     |
| LD             | 16 | Philipp Lahm           | 32'      |     |
| Z              | 3  | Arne Friedrich         |          |     |
| Z              | 17 | Per Mertesacker        |          |     |
| LE             | 14 | Holger Badstuber       |          | 77' |
| V              | 6  | Sami Khedira           | 22'      |     |
| V              | 7  | Bastian Schweinsteiger | 73'      |     |
| M              | 8  | Mesut Özil             |          | 70' |
| M              | 13 | Thomas Müller          |          | 70' |
| A              | 10 | Lukas Podolski         |          |     |
| A              | 11 | Miroslav Klose         | 12', 37' |     |
| Substituições: |    |                        |          |     |
| M              | 21 | Marko Marin            |          | 70' |
| A              | 19 | Cacau                  |          | 70' |
| A              | 23 | Mario Gómez            |          | 77' |
| Treinador:     |    |                        |          |     |
| Joachim Löw    |    |                        |          |     |

| G              | 1  | Vladimir Stojković |     |     |
| LD             | 6  | Branislav Ivanović | 18' |     |
| Z              | 5  | Nemanja Vidić      | 60' |     |
| Z              | 20 | Neven Subotić      | 57' |     |
| LE             | 3  | Aleksandar Kolarov | 19' |     |
| V              | 10 | Dejan Stanković    |     |     |
| V              | 18 | Miloš Ninković     |     | 70' |
| V              | 22 | Zdravko Kuzmanović |     | 75' |
| M              | 14 | Milan Jovanović    |     | 79' |
| M              | 17 | Miloš Krasić       |     |     |
| A              | 15 | Nikola Žigić       |     |     |
| Substituições: |    |                    |     |     |
| V              | 19 | Radosav Petrović   |     | 75' |
| M              | 4  | Gojko Kačar        |     | 70' |
| A              | 8  | Danko Lazović      |     | 79' |
| Treinador:     |    |                    |     |     |
| Radomir Antić  |    |                    |     |     |

Homem da partida
- Vladimir Stojković

### Austrália – Sérvia
| 23 de junho | Austrália               | 2 – 1     | Sérvia       | Mbombela Stadium, Nelspruit                  |
| 20:30       | Cahill 69' · Holman 73' | Relatório | Pantelić 84' | Público: 37 836 Árbitro: URU Jorge Larrionda |

| Austrália | Sérvia |

| G              | 1  | Mark Schwarzer     |     |     |
| LD             | 8  | Luke Wilkshire     | 50' | 82' |
| Z              | 2  | Lucas Neill        |     |     |
| Z              | 6  | Michael Beauchamp  | 49' |     |
| LE             | 21 | David Carney       |     |     |
| V              | 5  | Jason Culina       |     |     |
| V              | 16 | Carl Valeri        |     | 66' |
| M              | 4  | Tim Cahill         |     |     |
| M              | 7  | Brett Emerton      | 67' |     |
| M              | 23 | Mark Bresciano     |     | 66' |
| A              | 9  | Joshua Kennedy     |     |     |
| Substituições: |    |                    |     |     |
| M              | 11 | Scott Chipperfield |     | 66' |
| M              | 14 | Brett Holman       |     | 66' |
| M              | 19 | Richard Garcia     |     | 82' |
| Treinador:     |    |                    |     |     |
| Pim Verbeek    |    |                    |     |     |

| G              | 1  | Vladimir Stojković |     |     |
| LD             | 6  | Branislav Ivanović |     |     |
| Z              | 5  | Nemanja Vidić      |     |     |
| Z              | 13 | Aleksandar Luković | 18' |     |
| LE             | 16 | Ivan Obradović     |     |     |
| V              | 10 | Dejan Stanković    |     |     |
| V              | 18 | Miloš Ninković     | 59' |     |
| V              | 22 | Zdravko Kuzmanović |     | 77' |
| M              | 14 | Milan Jovanović    |     |     |
| M              | 17 | Miloš Krasić       |     | 62' |
| A              | 15 | Nikola Žigić       |     | 67' |
| Substituições: |    |                    |     |     |
| M              | 7  | Zoran Tošić        |     | 62' |
| A              | 8  | Danko Lazović      |     | 77' |
| A              | 9  | Marko Pantelić     |     | 67' |
| Treinador:     |    |                    |     |     |
| Radomir Antić  |    |                    |     |     |

Homem da partida
- Tim Cahill